# 三浦和義事件
三浦和義事件是1981年至1982年間，發生於美國洛杉矶的一宗疑似詐領保險金殺人事件。又称洛杉磯疑惑（ロスぎわく）、疑問的槍彈事件（疑惑の銃弾事件、ぎわくのじゅうだんじけん）。

## 經過
1981年8月31日、三浦和義與妻子一美在洛杉磯旅行中、妻子一美在旅館遭到鈍器殴打，頭部受傷。
同年11月18日午前11時5分、三浦夫妻在洛杉磯停車場內遭到2人組男性槍擊、一美大腦受傷，變成植物人。三浦和義左腳受到輕傷。幾個月後，一美不治死亡，留下一名剛剛滿周歲的女兒。
1984年，日本週刊文春連續7次以「可疑的槍彈」專題評論後，三浦和義事件逐漸被媒體追蹤報導。
1985年，一名日本女人也向媒體揭露，三浦和義請她殺了一美。日本及美國警方便以三浦和義為犯人的方向開始偵辦。同年9月11日、警視廳逮捕三浦和義。12日，該女子也被逮捕。
1998年，三浦和義被釋放。
2003年3月5日，最高法院以證據不足三浦和義無罪判決確定。
2008年2月22日，三浦和義於塞班島國際機場遭美國警方逮捕。
2008年10月10日，三浦和義於警察局身亡。
2008年10月25日，屍體運回日本。

## 相关书籍
- 三浦和義 『弁護士いらず : 本人訴訟必勝マニュアル』 太田出版、2003年
- 島田荘司 『三浦和義事件』 角川書店、2002年
- 安倍隆典 『三浦和義との闘い―疑惑の銃弾』 文藝春秋、1985年
- 持統院ゆきむら 『2008真実は何処に』 amazon 電子書籍、2014年
- 弘中惇一郎『無罪請負人刑事弁護とは何か?』 角川oneテーマ21、2014年
- 弘中惇一郎『生涯弁護人 事件ファイル１　村木厚子　小澤一郎　鈴木宗男　三浦和義・・・・・・』講談社、2021年

## 相关电影
- 《三浦和義事件 ～もう一つのロス疑惑の真実～》（三浦和義事件制作委員会制作、导演：東真司、2004年）